# Atlético Sanluqueño CF
Atlético Sanluqueño CF is een Spaanse voetbalclub uit Sanlúcar de Barrameda, die uitkomt in de Segunda División B en werd opgericht in 1948. De club speelt zijn thuiswedstrijden in Estadio El Palmar.
Tijdens het overgangsjaar 2020-2021 van de Segunda División B zou de ploeg een plaatsje kunnen afdwingen in de nieuw opgerichte Primera División RFEF.  Tijdens het seizoen 2021-2022 kon met een zestiende plaats in de eindrangschikking het behoud niet afgedwongen worden.  Zo speelt de ploeg vanaf seizoen 2022-2023 op het vierde niveau van het Spaans voetbal, de Segunda División RFEF.